# ألين شيلدز
ألين شيلدز (بالإنجليزية: Allen Lowell Shields)‏ هو رياضياتي أمريكي، ولد في 7 مايو 1927 في نيويورك في الولايات المتحدة، وتوفي في 16 سبتمبر 1989 في آن آربر في الولايات المتحدة.